# Plectrohyla matudai
Plectrohyla matudai är en groddjursart som beskrevs av Hartweg 1941. Plectrohyla matudai ingår i släktet Plectrohyla och familjen lövgrodor. IUCN kategoriserar arten globalt som sårbar. Inga underarter finns listade i Catalogue of Life.